# 篠ひろ子
篠 ひろ子（しの ひろこ、1948年〈昭和23年〉3月8日 - ）は、日本の女優である。本名：西山 博子（にしやま ひろこ）。旧姓：沼澤（ぬまさわ）。宮城県仙台市出身、在住。東北学院大学法学部中退。血液型O型。所属事務所は芸映プロダクションであった。身長166cm（1975年7月）。体重は48kg、スリーサイズはB83cm、W58cm、H88cm(いずれも1974年)。

## 来歴・人物
三男二女の長女で、父は電機会社の専務。兄にプロゴルファーの沼澤聖一、弟にゴルフクラブ設計家の沼澤雄二、甥に元プロサッカー選手で俳優の青山隼がいる。少女期はNHK仙台少年少女合唱隊（後輩に遊佐未森がいる）に所属していた。聖ウルスラ学院小学校・中学校・高等学校（現在の聖ウルスラ学院英智小学校・中学校・高等学校）卒業。
1968年、東北学院大学法学部2年生在学中にゴルフ練習場でスカウトされ、東北放送テレビ「ホリデイ・イン・仙台」のアシスタントとしてローカルデビューし、当時の本名「沼澤博子」名義で出演した。番組中に歌ったのが目にとまり、クラウンレコードに誘われ、20歳のとき上京、いずみたく宅に居候する。同年「水色の風」で歌手デビューした。しかしまったくヒットせず、翌1969年、キングレコードに移籍して「悪い遊び」をリリースしたがこちらもヒットはしなかった。しかし、歌手時代の経験を生かして『金曜日の妻たちへパートII』ではクラブ歌手となる主婦を演じ、美声を披露している。
篠が芸能人としてクローズアップされたのは女優として活動を活発にしてからである。1973年、TBSテレビ『時間ですよ』の小料理屋の女将・お涼さん役で、これ以降、まとわりつく不運に愚痴ひとつこぼさず、ただ静かに耐える女・お涼さん路線が続いた。一時期、篠ヒロコ名義で活動していた。ドラマの性質上必要であればベッドシーンなどにも臆することなく大胆に肌を露出して挑んだ（TBSテレビドラマ『悪魔のようなあいつ』・山川静枝役など）。
1997年にドラマの主演を務めたのを最後に女優業を休止。前後して夫の伊集院静と郷里の仙台市に移住、目立った活動を行うことなく今に至る。2006年3月2日に死去した演出家の久世光彦の葬儀の際には、久しぶりに公に姿を現した（篠が『寺内貫太郎一家』に出演していたため葬儀に参列）。
賀来千香子や板東英二とは親交が深く（板東がドラマデビューした時に篠が妻役だったことが縁）、『土曜大好き!830』（関西テレビ製作フジテレビ系）の最終回では、この番組が開始された時の記念ゲストとして迎えられたこともあって、仙台から飛行機で大阪に駆けつけて再び記念ゲストとして出演した。
幼少より信仰を続けるクリスチャン（カトリック系）であり、洗礼名は（日本語訳が）"小さき花のテレジア"。篠は以前雑誌インタビューで「成人した今では洗礼名に反して長身（167cm）なのでちょっと恥ずかしい」と語ったことがある。
2匹の愛犬（ミニチュアダックスフンドの名前はアイスとノボ）と共に夫婦で暮らしていた。
2023年11月24日、肝内胆管がんの治療に専念していた夫の伊集院静と死別。同日、メディア各社へのファックスで夫の死去を公表している。

## 主な出演

### 映画
- 恍惚の人（1973年、東宝） - エミ 役
- 放課後（1973年、東宝） - 美保 役
- しあわせの一番星（1974年、松竹） - 神山夕子 役
- 三代目襲名（1974年、東映） - 天遊軒清月 役
- ザ・ドリフターズの極楽はどこだ!!（1974年、松竹） - 久美 役
- 吾輩は猫である（1975年、東宝） - 富子 役
- 河内のオッサンの唄 よう来たのワレ（1976年、東映） - 昇り龍の銀子 役
- 乱れからくり（1979年、東宝） - 馬割真棹 役
- 元祖大四畳半大物語（1980年、にっかつ） - ジュン 役
- プロゴルファー織部金次郎（1993年、東映） - 宿の女将 役

### テレビドラマ
- 股旅USA（1972年、NET）
- 時間ですよシリーズ（TBS）
  - 時間ですよ（1973年） - 田村涼子 役
  - 時間ですよ ふたたび（1987年） - 弥生 役
  - 時間ですよスペシャル～天使の誘惑～（1988年） - 弥生 役
  - 時間ですよ たびたび（1988年） - 平沼弥生 役
  - 時間ですよ新春スペシャル「梅の湯はギャグでいっぱい」（1989年） - 平沼弥生 役
  - 時間ですよ 平成元年（1989年） - 平沼弥生 役
  - 新春!時間ですよスペシャル「梅の湯の結婚式はギャグでいっぱい」（1990年） - 平沼弥生 役
- 非情のライセンス（NET）
  - 第1シリーズ 第17話「兇悪の友」（1973年） - 水木夕起子 役
  - 第2シリーズ
    - 第23話「兇悪の夜の蝶」（1975年） - 浅野葉子 役
    - 第78話「兇悪の花粉」（1976年） - 村越志保 役
    - 第101話「恋心」 - 第121話「強姦」（1976年 - 1977年） - 滝悠子刑事 役
- 火曜劇場 / 人妻だから（1973年、日本テレビ）
- 荒野の用心棒 （1973年、NET） - 流れ星のおりん 役
- 銀河テレビ小説（NHK総合）
  - 三四郎（1974年） - 里見美禰子 役
  - ふるさとシリーズ2 上野駅周辺（1978年） - 里美泰子 役
  - 太郎の青春（1980年） - 山中良子 役
- 寺内貫太郎一家（1974年、TBS） - お涼さん 役
- 傷だらけの天使 第22話「くちなしの花に別れのバラードを」（1975年、日本テレビ） - 藤宮葉子 役
- 俺たちの勲章 第2話「狙撃者を追え! 」（1975年、日本テレビ） - 鈴木和子 役
- 悪魔のようなあいつ（1975年、TBS） - 山川静枝 役
- 積木の箱（1975年、フジテレビ）主演
- 大都会 闘いの日々（1976年、日本テレビ） - 三浦直子 役
- さくらの唄（1976年、TBS）- 朝倉圭子 役
- 太陽にほえろ! 第242話「すれ違った女」（1977年、日本テレビ） - 入江恵子 役
- 悪妻行進曲（1977年、TBS）- 笹倉静枝 役
- 華麗なる刑事 第14話「雨の月曜日」（1977年、フジテレビ） - 芳賀カヨコ 役
- 新幹線公安官 （1977年、テレビ朝日） - 丸山年子 役
- 特捜最前線 第22話「標的 ある女の情炎」（1977年、テレビ朝日）
- 明日の刑事 第10話「北の果てに消えたわかれうた」（1977年、TBS）
- 人間の証明（1978年、毎日放送） - 小山田文枝 役
- 俺たちの祭 第20話「愛のたたかい」・第21話「栄光と真実」（1978年、日本テレビ）- 加賀涼子 役
- 江戸の渦潮 第2話「爽やかなり! 五月晴れ」（1978年、フジテレビ）
- ゆうひが丘の総理大臣（1978年、日本テレビ） - 大坂道子 役
- 江戸の激斗 第14話「迷い道」（1979年、フジテレビ） - およう 役
- 青春諸君!夏（1980年、TBS）
- 恐怖!パニック!!人喰熊 史上最大の惨劇 羆嵐  (1980年、よみうりテレビ・東映)
- 松本清張シリーズ・天才画の女（1980年、NHK総合） - 須川久美 役
- 大河ドラマ / おんな太閤記（1981年、NHK総合） - 阿茶局 役
- 愛の滑走路'81（1981年、TBS）- 由香 役
- 花咲け花子（1981年 - 1982年、日本テレビ）
- 妻はなぜ私を裏切ったか（1982年、TBS）
- 火曜サスペンス劇場（日本テレビ）
  - 地底の殺意（1983年） - 勝原克美 役
  - 名無しの探偵シリーズ・愛の疑惑（1983年)
  - 復讐の挽歌（1985年）
- 燃える女（1982年、毎日放送）
- 笑顔泣き顔ふくれ顔（1982年、フジテレビ）- 加奈 役
- 時代劇スペシャル / 秘境 黄金谷の決闘（1983年、フジテレビ） - しの 役
- 金曜日の妻たちへ（TBS）
  - 第IIシリーズ 男たちよ、元気かい?（1984年）- 西村洋子 役
  - 第IIIシリーズ 恋におちて（1985年）- 秋山彩子 役
- ザ・サスペンス / 団地殺人事件シリーズ（1984年、TBS） - 木村光子 役
  - 第1作「妻たちの危険な昼下がり」
  - 第2作「妻たちの危険な関係」
- 恋はミステリー劇場 / 大胆素敵（1984年、TBS） - 里子 役
- 風の中のあいつ（1984年、日本テレビ）- 橋田加代 役。 ※渡辺徹版
- 土曜ワイド劇場（1985年、テレビ朝日）
  - 切り札を持つ女
  - 幻の結婚式
- 毎度おさわがせします（TBS） - 大沢朝子 役
  - 毎度おさわがせします（1985年）
  - 毎度おさわがせしますII（1985年 - 1986年）
  - 毎度おさわがせします 新春バラエティスペシャル〜ハッピーニューえっち（1987年）
- 京都・祇園レディスホテル（1985年、テレビ朝日）
- のん姉ちゃん・200W（1985年、日本テレビ）- 滝沢照子 役
- 誇りの報酬（1985年 - 1986年、日本テレビ） - 真山幸子 役
- 萩・津和野レディスホテル（1986年、テレビ朝日）
- しのび逢い（1986年、TBS）
- 木曜ドラマストリート / 恐怖のドライブ（1986年、フジテレビ）
- 妻たちの危険な関係（1986年、日本テレビ）- 藤森靖子 役
- 金曜日には花を買って（1986年 - 1987年、TBS）- 主演 山村恵子 役
- 日曜劇場（TBS）
  - 振りむけば通り雨（1987年）
  - 夏の埋み火（1988年）
  - こんな友だちに逢いたい…－親友-（1989年）
- ドラマ23 / 夜ごとのラブソング（1987年、TBS）
- 空に星があるように（1988年、TBS）- 杉本京子 役
- 女優夏木みどりシリーズ（フジテレビ）
  - （1） モンロー殺人事件（1988年）
  - （2） 女ともだち殺人事件（1989年）
  - （3） あだし野伝説殺人事件（1991年）
  - （4） 悪女伝説殺人事件（1992年）
  - （5） 丸亀伝説殺人事件（1993年）
  - （6） 赤いドレス殺人事件（1994年）
  - （7） 華やかな招待状（1995年）
- 奥さま株をどうぞ（1988年、TBS）
- 年末年始ホテル物語（1988年、TBS）（特別出演）
- キツイ奴ら（TBS）- 前島雪子 役
  - キツイ奴ら（1989年）
  - キツイ奴ら スペシャル -栄光は君に輝く-[注釈 1]（1990年）
- 誘惑（1990年、TBS）- 主演 藤家美冴 役
- ニューヨーク恋物語II　男と女（1990年、フジテレビ）- 杉山朋子 役
- 検事・若浦葉子　第8話「死者からの挑戦状・私は夫に殺された!」（1991年、日本テレビ） - 一色麗子（予告出演） 役
- 助教授一色麗子 法医学教室の女（1991年、日本テレビ） - 一色麗子 役
- しあわせの決断（1992年、フジテレビ）- 平井文子 役
- うたかた（1992年、TBS）- 主演 浅見抄子 役
- 銀座ママ亜弥子の日記（1992年、フジテレビ）
- 新春ドラマスペシャル（テレビ朝日）
  - 家族日和‘93（1993年）主演 高村綾子 役
  - 家族ネットワーク（1994年）- 大塚月子 役
  - パパ帰る‘96（1996年）
- 木曜日の食卓（1992年、TBS） - 宮沢東子 役
- カミさんの悪口（TBS） - 小泉由起子 役
  - カミさんの悪口（1993年）
  - カミさんの悪口2（1995年）
- 半熟卵（1994年、フジテレビ） - 主演 大場町子 役
- ふたりのシーソーゲーム（1996年、TBS） - 桜井千春 役
- 彼 -KARE-（1997年、フジテレビ） - 主演 滝井小夜子 役

### その他
- ザ・ベストテン 1985年12月26日放送回。
  - 年間ベストテンにランクインした小林明子へのお祝いゲスト。

### 舞台
- 天知茂芸能生活30周年記念特別公演（1979年6月22日、日劇）- 日替わり特別ゲスト
- 『舞台はまわる　にっぽん女剣劇物語』（1981年9月、東京宝塚劇場）

## ディスコグラフィ

### シングル
- 1〜12：篠ヒロコ名義、13・14：篠ひろ子名義。
  - 1・2：クラウンレコード、3〜8：キングレコード、9〜13：ビクターレコード、14：ポリドール。

| #  | 発売日         | A/B面 | タイトル                 | 作詞         | 作曲         | 編曲         | 規格品番  |
| -- | -------------- | ----- | ------------------------ | ------------ | ------------ | ------------ | --------- |
| 1  | 1968年 10月1日 | A面   | 水色の風                 | 水島哲       | いずみたく   | 親泊正昇     | CW-872    |
| 1  | 1968年 10月1日 | B面   | 愛の世界                 | 水島哲       | いずみたく   | 親泊正昇     | CW-872    |
| 2  | 1969年 4月1日  | A面   | 愛ってなあに             | 山上路夫     | いずみたく   | 親泊正昇     | CW-923    |
| 2  | 1969年 4月1日  | B面   | 愛の言葉を               | 水島哲       | いずみたく   | 渋谷毅       | CW-923    |
| 3  | 1970年 10月    | A面   | 悪い遊び                 | 山上路夫     | いずみたく   | 大柿隆       | BS-1248   |
| 3  | 1970年 10月    | B面   | ふり返って               | 山口倭朱美   | 親泊正昇     | 小山恭弘     | BS-1248   |
| 4  | 1970年 12月    | A面   | 幸せな絵のように         | 山上路夫     | いずみたく   | 大柿隆       | BS-1282   |
| 4  | 1970年 12月    | B面   | 危険な恋                 | 山上路夫     | いずみたく   | 大柿隆       | BS-1282   |
| 5  | 1971年 4月     | A面   | 最後の晩餐               | 山上路夫     | いずみたく   | 大柿隆       | BS-1358   |
| 5  | 1971年 4月     | B面   | 二人ぐらし               | 増永直子     | いずみたく   | 大柿隆       | BS-1358   |
| 6  | 1971年 8月     | A面   | 私あぶないの             | 岩谷時子     | いずみたく   | 大柿隆       | BS-1404   |
| 6  | 1971年 8月     | B面   | 華麗なる週末             | 吉田央       | いずみたく   | 大柿隆       | BS-1404   |
| 7  | 1971年 12月    | A面   | ベッドで煙草を吸わないで | 岩谷時子     | いずみたく   | 葵まさひこ   | BS-1445   |
| 7  | 1971年 12月    | B面   | 泣きながら生きてきたから | 増永直子     | いずみたく   | 大柿隆       | BS-1445   |
| 8  | 1972年 3月     | A面   | ちいさな恋               | 千坊さかえ   | 織田康資     | 高見弘       | BS-1489   |
| 8  | 1972年 3月     | B面   | 私ひとり                 | みやもり純   | 織田康資     | 高見弘       | BS-1489   |
| 9  | 1974年 3月     | A面   | 霧雨の人                 | 小谷夏       | 三木たかし   | 三木たかし   | SV-1173   |
| 9  | 1974年 3月     | B面   | あのころ                 | 小谷夏       | 三木たかし   | 三木たかし   | SV-1173   |
| 10 | 1974年 10月    | A面   | あじさいの人             | 小谷夏       | 三木たかし   | 三木たかし   | SV-1199   |
| 10 | 1974年 10月    | B面   | おしゃれな遊び           | 中山大三郎   | 中山大三郎   | 田辺信一     | SV-1199   |
| 11 | 1975年 12月    | A面   | わかれ                   | 岡田冨美子   | 岩代浩一     | 高田弘       | SV-1258   |
| 11 | 1975年 12月    | B面   | 棄てられて               | 小谷夏       | 三木たかし   | 三木たかし   | SV-1258   |
| 12 | 1977年 4月     | A面   | 乱れる                   | 吉田旺       | 中村泰士     | 馬飼野俊一   | SV-6186   |
| 12 | 1977年 4月     | B面   | まどろみの中で           | 片桐和子     | あかのたちお | あかのたちお | SV-6186   |
| 13 | 1979年 11月    | A面   | ハートブレイク・シティ   | 竜真知子     | 馬飼野康二   | 馬飼野康二   | SV-6644   |
| 13 | 1979年 11月    | B面   | 別れ模様                 | 竜真知子     | 馬飼野康二   | 馬飼野康二   | SV-6644   |
| 14 | 1992年 9月26日 | 01    | 北の街 恋の味            | 荒木とよひさ | 柳和文       | 山中紀昌     | PODH-1091 |
| 14 | 1992年 9月26日 | 02    | 悲しみを遠ざけて         | 荒木とよひさ | 鈴木義之     | 山中紀昌     | PODH-1091 |

### アルバム
| 発売日        | 規格 | 規格品番 | アルバム |
| ------------- | ---- | -------- | --- |
| 1971年        | LP   | SKD-68   | 篠ヒロコ デラックス 1. 悪い遊び 2. 生きがい 3. 夢は夜ひらく 4. 雪が降る 5. 女に生まれて悲しくて 6. 誰もいない海 7. 幸せな絵のように 8. 最後の晩餐 9. 京都慕情 10. つめたい雨 11. 再会 12. 秘密 13. 二人ぐらし 14. この胸のときめきを                                               |
| 1972年        | LP   | SKD-114  | 篠ヒロコ デラックス－第2集－ 1. 雨の御堂筋 2. 水色の恋 3. わたしの城下町 4. 誰も知らない 5. 悪魔がにくい 6. さらば恋人 7. おもいでの長崎 8. ちいさな恋 9. 雨がやんだら 10. 忘れな草をあなたに 11. 泣きながら生きてきたから 12. 女の意地 13. 私ひとり 14. ベッドで煙草を吸わないで  |
| 1974年        | LP   | SKD-182  | 女〜篠ヒロコの魅力〜 Side:A 1. ベッドで煙草を吸わないで 2. 夢は夜ひらく 3. 小さな恋 4. 最後の晩餐 5. 生きがい 6. 私の城下町 7. 女の意地 Side:B 1. 悪い遊び 2. 雨がやんだら 3. 幸せな絵のように 4. 忘れな草をあなたに 5. 女に生まれて悲しくて 6. 私あぶないの 7. ラストダンスは私と |
| 1974年        | LP   | SKJ-178  | 霧雨の女 Side:A 1. 霧雨の人 2. 愛が死んだ日 3. なみだ草子 4. そして 5. 夕顔の人 6. あのころ Side:B 1. あじさいの人 2. 棄てられて 3. あなたが死んだら 4. 酒場で 5. 出船入船 6. 黒い瞳                                                                                               |
|               | LP   |          | スターライブラリーシリーズ完全復刻盤: 篠ヒロコ 1. 悪い遊び 2. 生きがい 3. 夢は夜ひらく 4. 雪が降る 5. 女に生まれて悲しくて 6. 誰もいない海 7. 幸せな絵のように 8. 最後の晩餐 9. 京都慕情 10. つめたい雨 11. 再会 12. 秘密 13. 二人ぐらし 14. この胸のときめきを                    |
| 2001年11月7日 | CD   | KICS-907 | スターライブラリーシリーズ完全復刻盤: 篠ヒロコ 1. 悪い遊び 2. 生きがい 3. 夢は夜ひらく 4. 雪が降る 5. 女に生まれて悲しくて 6. 誰もいない海 7. 幸せな絵のように 8. 最後の晩餐 9. 京都慕情 10. つめたい雨 11. 再会 12. 秘密 13. 二人ぐらし 14. この胸のときめきを                    |

### タイアップ曲
| 年     | 楽曲          | タイアップ                                          |
| ------ | ------------- | --------------------------------------------------- |
| 1975年 | わかれ        | フジテレビ系ドラマ「積木の箱」主題歌                |
| 1977年 | 乱れる        | TBS系ドラマ「乱れる」主題歌                         |
| 1988年 | あじさいの人  | フジテレビ系ドラマ「女優 夏木みどりシリーズ」挿入歌 |
| 1992年 | 北の街 恋の味 | ハウス食品「うまいっしょ」CMソング                  |

## CM
- 小林製薬「サワデー」
- ライオン「ナテラ」(1991年 - 1996年)、「エメロン」
- ハウス食品「うまいっしょ」
- 全日空
- 花王「グレイスソフィーナ」
- トヨタ自動車「カムリ」

## 受賞歴
- 第4回日本ジュエリーベストドレッサー賞40代部門（1993年）